# Исаия Копинский
Митрополи́т Иса́ия (в миру Копинский-Борисович; ок. 1580 — 5 (15) октября 1640, Киев) — западнорусский церковный деятель, православный митрополит Киевский и всея Руси, экзарх Константинопольского престола.

## Биография
Окончил Острожскую школу или, согласно другому источнику, Львовскую братскую школу.
Постриженник Киево-Печерского монастыря. В 1615 году перешёл в новосозданный Богоявленский монастырь, который находился под опекой местного братства. Стал его первым настоятелем и также ректором братской школы при монастыре.
С 1616 года настоятель Межигорского монастыря; имел попечение об устроении вновь основанного Густынского монастыря.
В 1619 году, оставаясь настоятелем Межигорского монастыря, основал недалеко от города Лубны Мгарский монастырь.
6 октября 1620 года был тайно хиротонисан патриархом Иерусалимским Феофаном во епископа Перемышльского; из-за непризнания польским правительством на епархии не был.
С 1628 года — архиепископ Смоленский и Черниговский; не признанный польским правительством, проживал в заднепровских монастырях.
20 июля 1631 года был избран митрополитом Киевским; поселился в Киево-Михайловском монастыре.
В 1632 году Исаия был оттеснён назначенным польским королём Владиславом IV Петром Могилой. Во Львове Пётр на собрании исключительно своих приверженцев объявил себя митрополитом, а Исаию объявил низложенным. По приказу Петра Могилы престарелого и больного Исаию Копинского ночью схватили в Киево-Михайловском монастыре, где он настоятельствовал, и в одной власянице, перебросивши через коня, перевезли в Киево-Печерскую обитель, где затем Исаию некоторое время держали в заключении. Оставшись только со званием «архиепископа Северского и игумена Михайловского монастыря», удалился в Полесье, намереваясь возвратить себе Михайловский монастырь. По этому поводу ездил жаловаться королю на преследования со стороны Петра Могилы и его сторонников, но желаемой «управы» не получил.
1 февраля 1637 года оба митрополита встретились в Луцке, в доме местного епископа, и сделали неудачную попытку к примирению. Продолжал жить на Полесье, сообщая своим приверженцам-монахам компрометирующие Петра Могилу известия.
Скончался 5 октября 1640 года.
Составил «Духовную лествицу» (сборник нравственных изречений) и несколько посланий к православному духовенству и частным лицам.